# مالیا
مالیا الهه‌ای بود که هیتی‌ها در عصر برنز می‌پرستیدند.

## هزاره دوم پیش از دوران مشترک
مالیا در اصل به پانتئون کانش (کول‌تپه امروزی) تعلق داشت. قدیمی‌ترین گواهی‌های نام او اسامی تئوفوری زنان (مثلاً Maliawasḫai) و نام‌های توپونیمی (مانند Malitta) است که در متن‌های آشوری باستانی که از این سایت به دست آمده، ذکر شده‌اند.

### گواهی‌های هیتی
پرستش مالیا در آناتولی تحت حاکمیت هیتی‌ها ادامه یافت، و او در منابع مختلف هیتی به خوبی گواهی شده است. او در سنت هیتی با آب، به ویژه با رودها مرتبط بود.
مالیا معمولاً با کامروشپا، الهه جادو و مامایی مرتبط بود.

### گواهی‌های لووی
مالیا در دین لووی ترکیب شد و یکی از الهه‌هایِ مورد پرستش لووی‌ها است که به بهترین شکل گواهی شده است.

### گواهی‌های کیزوواتنایی
مالیا همچنین در مذهب «هوریایی شده» کیزوواتنا پرستش می‌شد و معبدی در شهر کومانی داشت.

## هزاره اول پیش از دوران مشترک
در حالی که بسیاری از خداییان متعلق به پانتئون‌های مختلف آناتولی در عصر برنز دیگر در عصر آهن پرستش نمی‌شدند، چنین تصور می‌شود که مشتقات مالیا در هزاره اول پیش از دوران مشترک همچنان پرستش می‌شد.